# 痴情男子漢 (電影)
《痴情男子漢》（英語：All Because Of Love），是一部於2017年上映的電影。由蔡凡熙、韓笙笙、王淨、李英宏領銜主演，台灣於2017年8月18日上映。

## 劇情大綱
一個關於熱血痴情男子漢成長尋根尋找真愛的故事。從小沒見過父母、由阿公一手帶大的二崁，在陰錯陽差之下，帶著女神曼麗與阿公回到故鄉，試圖解開自己的身世之謎，才發現一切恩怨都糾結在「痴情」兩字！

## 演員陣容

### 主要演員
| 演員姓名 | 角色名稱 | 介紹                                       |
| 蔡凡熙   | 陳二崁   | 名字由來是紀念陳有力故鄉澎湖二崁村         |
| 韓笙笙   | 曾心兒   | 會讀別人的心，但卻讀不了自己的，喜歡陳二崁 |
| 王淨     | 洪曼麗   | 陳二崁的女神                               |
| 李英宏   | Andy     | 四大天王之一/洪曼麗的情人                  |

### 特別演出
| 演員姓名   | 角色名稱          | 介紹                                           |
| 蔡昌憲     | 陳有力            | 陳二崁爺爺（年輕時）                           |
| 許效舜     | 陳有力            | 陳二崁爺爺                                     |
| 郭書瑤     | 許甘甜            | 陳二崁奶奶（年輕時）                           |
| 黃妃       | 許甘甜            | 陳二崁奶奶（中年時）                           |
| 五月天怪獸 | 陳菊              | 陳二崁父親；名字由來在紀念陳有力故鄉菊島(澎湖) |
| 楊謹華     | 魏丹萌 (熊賀丹萌) | 陳二崁母親                                     |
| 澎恰恰     | 榮二伯            | 二崁爺爺的朋友                                 |

### 特別友情演出
| 演員姓名         | 角色名稱          | 介紹                         |
| 鄭暐達           | 江西南/跳針(John) | 陳二崁好友/家裡有錢          |
| 林哲熹           | 龐一介(螃蟹)      | 陳二崁好友，喜歡小玉，打網球 |
| 李冠毅           | 阮士致(柿子)      | 陳二崁好友，會念書           |
| 苗可麗           | 廖金玉            | 洪曼麗母親                   |
| 陳竹昇           | 洪條              | 洪曼麗父親                   |
| 黃鴻升           | 洪迪索            | 洪曼麗哥哥                   |
| 蔡燦得           | 曾美人            | 曾心兒母親                   |
| 法比歐           | Matt              | 曾心兒父親                   |
| 杜妍             | 小玉              |                              |
| 鐵牛(本名伍家瑋) | Jacky             | 四大天王之一                 |
| 瑋哥(本名陳睿瑋) | Leon              | 四大天王之一                 |
| 余孫生           | Aron              | 四大天王之一                 |
| 王瑄琳           | 美智子            |                              |
| 王之佑           | 歌手/愛神         | 穿插歌曲演唱                 |

## 電影歌曲
| 曲別   | 歌名                              | 演唱者 | 作詞                 | 作曲   |
| 主題曲 | 看得見寂寞 （页面存档备份，存于） | 韓笙笙 | 盧羿安(Crispy脆樂團) | 張學瀚 |

## 片中場景

### 高雄
- 鳳新高中
- 愛河
- 鹽埕
- 獅湖國小
- 高雄市立圖書館總館
- 自來水公園

### 澎湖
- 馬公
- 西嶼 二崁村

### 日本
- 京都 鴨川
- 酬恩庵
- 然花抄院

## 工作人員
- 出品：鐵人文創娛樂有限公司、高雄人
- 出品人：陳偉昌
- Art Director :  陳韋中
- 監製 : 許效舜
- 製作人：
- 導演：連奕琦
- 編劇：劉梓潔、林宇辰、連奕琦
- 製作公司：鐵人文創娛樂有限公司
- 發行公司：牽猴子整合行銷股份有限公司

## 獲獎與提名

### 電影金馬獎
| 年份 | 獲提名 | 獎項       | 結果 |
| ---- | ------ | ---------- | ---- |
| 2017 | 蔡凡熙 | 最佳新演員 | 提名 |

## 外部連結
- 痴情男子漢的Facebook專頁
- 互联网电影数据库（IMDb）上《痴情男子漢》的资料（英文）
- AllMovie上《痴情男子漢》的资料（英文）
- Yahoo奇摩電影上《痴情男子漢》的資料（繁體中文）
- 開眼電影網上《痴情男子漢》的資料（繁體中文）
- 豆瓣电影上《痴情男子漢》的資料 （简体中文）